# Corfitz Beck-Friis (1853–1911)
Corfitz Christian Beck-Friis, född den 26 maj 1853 i Jäders socken, Södermanlands län, död den 13 juni 1911 i Gustavs församling, Malmöhus län, var en svensk greve och godsägare. Han var son till Corfitz Beck-Friis och far till Corfitz, Lave och Hans Beck-Friis.

## Biografi
Beck-Friis blev student vid Lunds universitet 1871 och avlade juridisk-filosofisk examen där 1874. Han blev, efter att ha studerat lantbruk i Belgien 1876–1877 och i Danmark 1877–1878, disponent vid Fiholm i Södermanland 1878. Beck-Friis var innehavare av fideikommissegendomarna (grevskapet) Börringekloster och Fiholm från 1897. Han sålde Fiholm 1907 till förmån för ett fideikommisskapital. Beck-Friis var friherre till dess att han blev greve vid sin fars död 1897. Han var vice ordförande i styrelsen för Alnarps lantbruksinstitut från 1902. Beck-Friis invaldes som ledamot av Lantbruksakademien 1901. Han blev riddare av Vasaorden 1893 och av Nordstjärneorden 1898 samt kommendör av andra klassen av Vasaorden 1904.